# Klein kustdikkopje
Het klein kustdikkopje (Gegenes pumilio) is een vlinder uit de familie dikkopjes (Hesperiidae). De wetenschappelijke naam is voor het eerst geldig gepubliceerd in 1804 door Johann Centurius von Hoffmannsegg.
De soort komt voor in Europa.